# Ray Musto

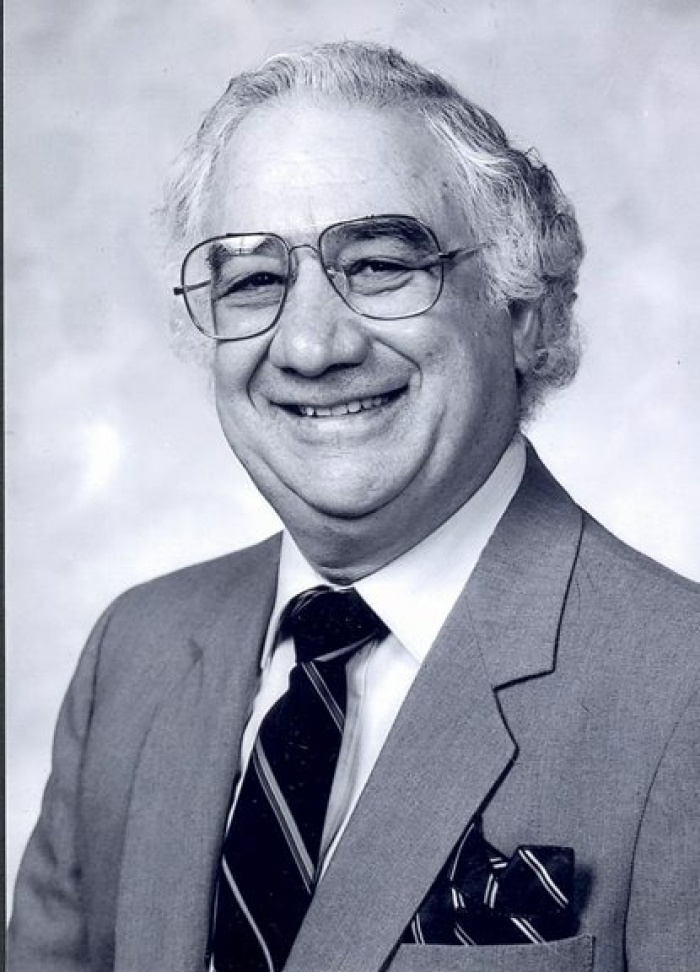
Ray Musto

Raphael John „Ray“ Musto (* 30. März 1929 in Pittston, Luzerne County, Pennsylvania; † 24. April 2014 ebenda) war ein US-amerikanischer Politiker. In den Jahren 1980 und 1981 vertrat er den Bundesstaat Pennsylvania im US-Repräsentantenhaus.

## Werdegang
Ray Musto besuchte die öffentlichen Schulen seiner Heimat und danach bis 1946 die Pittston Township High School. Zur Zeit des Koreakrieges diente er in den Jahren 1951 bis 1953 in der US Army. 1971 absolvierte er das King’s College in Wilkes-Barre. Über seine Tätigkeiten nach seiner Militärzeit ist nichts überliefert. Politisch wurde er Mitglied der Demokratischen Partei. Zwischen 1971 und 1980 war er Abgeordneter im Repräsentantenhaus von Pennsylvania.
Nach dem Rücktritt des Abgeordneten Daniel J. Flood wurde Musto bei der fälligen Nachwahl für den elften Sitz von Pennsylvania als dessen Nachfolger in das US-Repräsentantenhaus in Washington, D.C. gewählt, wo er am 9. April 1980 sein neues Mandat antrat. Da er bei den regulären Kongresswahlen des Jahres 1980 nicht bestätigt wurde, konnte er bis zum 3. Januar 1981 nur die laufende Legislaturperiode im Kongress beenden.
Zwischen 1983 und 2010 saß Ray Musto im Senat von Pennsylvania. Im Verlauf des Jahres 2010 geriet er mit dem Gesetz in Konflikt. Am 23. November wurde er wegen Bestechung angeklagt. Er bekannte sich nicht schuldig. Das Verfahren wurde wegen seines angegriffenen Gesundheitszustandes immer wieder verschoben. Er wurde zwischenzeitlich in einem Gefängniskrankenhaus in North Carolina behandelt, aus dem er im April 2014 entlassen wurde. Wenige Tage später verstarb er. Das Strafverfahren bzw. die Verhandlung gegen ihn wurde damit hinfällig.